# Раусовац
Раусовац је насељено место у саставу града Костајнице, у Банији, Република Хрватска.

## Историја
Раусовац се од распада Југославије до августа 1995. године налазио у Републици Српској Крајини.

## Становништво
Насеље је према попису становништва из 2011. године имало 28 становника.
| Националност       | 1991.        | 1981. | 1971. | 1961. |
| Срби               | 117 (91,40%) | 112   | 183   | 228   |
| Југословени        | 1 (0,78%)    | 40    | 3     |       |
| Хрвати             | 1 (0,78%)    |       |       |       |
| остали и непознато | 9 (7,03%)    | 1     |       |       |
| Укупно             | 128          | 153   | 186   | 228   |

| Демографија | Демографија | Демографија |
| Година      | Становника  | Становника  |
| ----------- | ----------- | ----------- |
| 1961.       | 228         |             |
| 1971.       | 186         |             |
| 1981.       | 153         |             |
| 1991.       | 128         |             |
| 2001.       | 26          |             |
| 2011.       |             | 28          |